# Джейкобс, Райда
Райда Джейкобс (англ. Rayda Jacobs, 6 марта 1947, Кейптаун, Западно-Капская провинция — 29 октября 2024, Торонто) — южноафриканская писательница и кинорежиссёр.
Она родилась в Диеп-Ривер, Кейптаун, и начала писать в юном возрасте. В 1968 году она переехала в Торонто, Канада. Там она вышла замуж, родила двоих детей, а затем развелась. Её первая книга — сборник рассказов «Средние дети» — была опубликована в Канаде в 1994 году. В следующем году Джейкобс вернулась в Южную Африку. Её роман «Глаза неба», опубликованный в 1996 году, получил премию Германа Чарльза Босмана за лучшую английскую прозу.
Она написала серию статей для газеты Cape Times и вела радиопрограммы. Она также продюсировала и снимала документальные фильмы для телевидения, в том числе «У Бога много имён» и «Портрет мусульманских женщин».
Джейкобс умерла в Торонто, Онтарио, 29 октября 2024 года в возрасте 77 лет.

## Избранные труды
- The Slave Book, роман (1998)
- Sachs Street, роман (2001)
- Confessions of a Gambler, роман (2003), получивший The Sunday Times Fiction Prize[англ.] и премию Германа Чарльза Босмана, экранизирован[4].